# Оливски споразум
Оливски уговор или мир (пољски: Pokój Oliwski; шведски: Freden i Oliva; немачки: Vertrag von Oliva) био је један од мировних споразума којима је окончан Други северни рат (1655–1660). Потписан је 3. маја по грегоријанском, односно 23. априла по јулијанском календару. Оливски споразум, Споразум из Копенхагена потписан исте године и Споразум из Кардиса наредне године обележили су врхунац Шведског царства.
У Оливи, у Пољској, склопљен је мир између Шведске, Пољско-литванске државе, Хабзбурговаца и Бранденбург-Пруске. Шведска је прихваћена као суверен у шведској Ливонији, Бранденбург је прихваћен као суверен у војводској Пруској, а Јован II Казимир Ваза је повукао своје претензије на шведски престо, али је требало да задржи титулу наследног шведског краља доживотно. Све окупиране територије су биле враћене њиховим предратним суверенима. Католицима у Ливонији и Пруској је додељена верска слобода.
Потписници су били хабзбуршки цар Светог римског царства Леополд I, изборник Фридрих Вилијам I од Бранденбурга и пољски краљ Јован II Казимир Ваза. Магнус Габријел де ла Гарди, шеф шведске делегације и малолетног регенства, потписао је у име свог нећака, краља Карла XI од Шведске, који је тада био малолетан.

## Преговори
Током Другог северног рата, Пољска-Литванија и Шведска су биле у разорном рату од 1655. године и обе су желеле мир, како би се позабавиле својим преосталим непријатељима, Русијом и Данском, респективно. Поред тога, политички амбициозна пољска краљица Марија Луиза Гонзага, која је имала велики утицај и на краља Пољске и на Сејм Пољско-литванске уније, желела је мир са Шведском јер је желела да син њеног блиског рођака, француског Луја, Великог Кондеа, буде изабран као наследник пољског престола. То се могло постићи само уз сагласност Краљевине Француске и њеног савезника Шведске.
С друге стране, дански и холандски изасланици, као и изасланици Светог римског царства и Бранденбурга, учинили су све што су могли да осујете поступак. Њиховом циљу су помогле дуготрајне формалности које су се увек дешавале на преговорима у овом раздобљу. Прошло је неколико месеци пре него што су стварни мировни преговори могли да почну, 7. јануара 1660. Чак и тада, толико непријатељских речи је било написано у документима које су размењивале две стране да се главни преговарач, француски амбасадор Антоан де Лумбре, нашао у ситуацији да мора да изоставља дугачке делове који би иначе изазвали озбиљну увреду.
Пољско-литвански контингент на челу са надбискупом из Гњезна желео је да се рат настави како би се истерале исцрпљене шведске снаге из Ливоније. Дански делегати су захтевали да Пољска и Литванија закључе споразум заједно са Данском; Али, Комонвелт није желео да се веже за исход лоше данске среће у рату против Шведске. Хабзбурговци, који су желели да протерају Шведску из делова Немачке кроз континуирано ратовање, обећали су појачања Пољској и Литванији, али су Хабзбуршке намере третиране са дозом сумње, а Сенат Пољско-литванског комонвелта је одбио понуду. Чак је и Фридрих Вилијам, изборник Бранденбурга, понудио помоћ да се настави рат, са надом да ће освојити шведску Померанију.
Француска, којом је у стварности владао кардинал Мазарен, желела је континуирано шведско присуство у Немачкој као директну противтежу Аустрији и Шпанији, које су биле традиционални непријатељи Француске. Француска се такође плашила да би наставак рата повећао утицај Аустрије у Немачкој и Пољској и Литванији. Аустријски и Бранденбуршки упад у Шведску Померанију сматран је кршењем Вестфалског мира, што је Француска била у обавези да спроведе у дело. Француска је стога запретила да ће допринети Шведској, и то са војском од 30.000 војника, уколико се споразум између Шведске и Бранденбурга не закључи пре фебруара 1660. године.
Преговори су почели у Торуњу (Торн) у јесен 1659. године. Пољска делегација се касније преселила у Гдањск, а шведска делегација је за своју базу изабрала балтички град Сопот (Цопот).
Када је стигла вест о смрти краља Карла X Густава од Шведске, Пољска-Литванија, Аустрија и Бранденбург су почеле са проширивањем својих захтева. Међутим, нова француска претња помоћи Шведској коначно је натерала Пољску и Литванију да попусти. Споразум је потписан у манастиру Олива 23. априла 1660. године.

## Услови
Споразумом се Јован II Казимир одрекао својих територијалних претензија, које је његов отац Жигмунд III Ваза изгубио 1599. године. Пољска-Литванија је такође Шведској формално уступила област Ливонију и град Ригу, који су били под шведском контролом од 1620-их. Споразум је решио сукобе између Шведске и Пољске и Литваније који су остали још од Рата против Жигмунда (1598–1599), Пољско-шведског рата (1600–1629) и Северних ратова (1655–1660). Споразум је такође осигурао шведску доминантну моћ над Балтиком.
Бранденбуршка кућа Хоенцолерн је такође потврђена као независна и суверена у Војводству Пруској. Претходно је држала територију као феуд Пољско-литванског комонвелта - уколико би се догодило да династија Хоенцолерн изумре по мушкој линији у Пруској, територија би се вратила Комонвелту.
Споразум је постигао Бранденбуршки дипломата, Кристоф Каспар фон Блументал. То му је била прва дипломатска мисија у каријери.